# Anomophysis alfura
Anomophysis alfura är en skalbaggsart som först beskrevs av Lansberge 1884.  Anomophysis alfura ingår i släktet Anomophysis och familjen långhorningar. Inga underarter finns listade i Catalogue of Life.